# Alex Pettyfer
Alexander Richard Pettyfer (Stevenage, Hertfordshire, 10 de abril de 1990) é um ator e modelo britânico. Ficou conhecido após interpretar Alex Rider, personagem principal do filme  Alex Rider Contra o Tempo.

## Biografia
Alexander Richard Pettyfer nasceu em Stevenage, Hertfordshire, é filho do ator Richard Pettyfer, e da decoradora Lee Robinson; o ator tem um meio-irmão mais novo, James Ireland, um tenista júnior, filho de outro casamento de sua mãe com Michael Ireland.
Ele frequentou as escolas Mall School, em Twickenham, Lambrook Haileybury School em Berkshire, Millfield School em Street, Somerset e a Faculdade Shiplake College. Mais tarde deixou a Shiplake College para participar da Escola de Teatro Sylvia Young.
Pettyfer namorou as atrizes Emma Roberts, com quem contracenou em Garota Mimada; e Dianna Agron, que fez seu par romântico no filme Eu Sou o Número Quatro. Ele era noivo da atriz Riley Keough, sua colega de elenco em Magic Mike até final de 2012.

## Carreira
Pettyfer começou sua carreira como modelo infantil com sete anos de idade, modelou para marcas como Ralph Lauren e Gap. Seu primeiro comercial foi aos seis anos de idade. Em 2005, depois de terminar sua carreira de modelo, fez sua estréia profissional atuando na produção de televisão britânica Tom Brown's Schooldays, como o personagem principal, Tom Brown; recebeu críticas positivas pelo papel.
Em 2006, interpretou o espião adolescente Alex Rider no filme Alex Rider Contra o Tempo, baseado no romance de Anthony Horowitz. O ator venceu 500 candidatos que fizeram teste para o papel. Pettyfer optou por atuar neste filme, ao invés de atuar no filme Eragon. Ele diz que preferiu Alex Rider Contra o Tempo porque seria filmado no Reino Unido, na Ilha de Man, ao mesmo tempo em que Eragon seria filmando na República Checa.
Entre seus outros trabalhos, estão Garota Mimada, onde contracena com Emma Roberts e Distúrbio. Recentemente apareceu em A Fera, adaptação do romance de Alex Finn, onde interpretou o protagonista Kyle Kingson, contracenando com Vanessa Hudgens. E na adaptação de Eu Sou o Número Quatro, onde interpretou o protagonista John Smith, ao lado de Dianna Agron e Teresa Palmer. O filme foi produzido por Michael Bay. Também contracenou ao lado de Justin Timberlake e Amanda Seyfried em O Preço do Amanhã.
Pettyfer foi cotado para interpretar Jace Wayland, na adaptação do best-seller de Cassandra Clare, Os Instrumentos Mortais: Cidade dos Ossos, mas recusou o papel que foi para Jamie Campbell Bower. O ator também foi cotado para aparecer em As Aventuras do Caça-Feitiço e em The Paperboy, ambos papéis declinados por ele, o último sendo passado para Zac Efron.
Pettyfer irá aparecer em The Butler, ao lado de Nicole Kidman, John Cusack e Forest Whitaker; e em Endless Love, remake do filme de nome de 1981, ao lado de Gabriella Wilde.

## Filmografia
| Ano  | Título                   | Papel                                     | Notas     |
| ---- | ------------------------ | ----------------------------------------- | --------- |
| 2005 | Tom Brown's Schooldays   | Tom Brown                                 | Telefilme |
| 2006 | Stormbreaker             | Alex Rider                                |           |
| 2008 | Wild Child               | Freddie Kingsley                          |           |
| 2009 | Tormented                | Bradley White                             |           |
| 2011 | I Am Number Four         | John Smith / Número Quatro / Daniel Jones |           |
| 2011 | Beastly                  | Kyle Kingson / Hunter                     |           |
| 2011 | In Time                  | Fortis                                    |           |
| 2012 | Magic Mike               | Adam                                      |           |
| 2013 | O Mordomo da Casa Branca | Thomas Westphall                          |           |
| 2014 | Endless Love             | David Elliot                              |           |
| 2016 | Elvis & Nixon            | Jerry Schilling                           |           |
| 2017 | The Strange Ones         | Nick                                      |           |
| 2017 | The Last Witness         | Stephen Underwood                         |           |
| 2017 | Back Roads               | Harley Altmyer                            |           |

## Modelagem
- 2008: Burberry - Primavera/Verão
- 2008: Burberry - The Beat para homem - água de colónia
- 2009: Burberry - Primavera/Verão